# Claus Sluter
Claus Sluter (Haarlem (Países Baixos), c.1340 - Dijon, 1405 ou 1406) foi um escultor da escola franco-flamenga, o mais importante de sua geração no norte da Europa. Iniciou sua carreira possivelmente em Bruxelas, antes de se mudar para Dijon e se tornar o escultor principal da corte de Filipe II, Duque da Borgonha, depois da morte de Jean de Marville. Desenvolveu um estilo naturalista de grande impacto dramático, e entre suas obras a mais conhecida é a Fonte de Moisés, criada para o mosteiro cartuxo de Champmol. Foi sucedido por seu sobrinho Claus de Werve.